# 今関勝
今関 勝（いまぜき まさる、1971年2月9日 - ）は、神奈川県横須賀市出身の元プロ野球選手（投手）。右投左打。東北楽天ゴールデンイーグルスジュニアコーチを経て、2015年1月1日以降は青森県弘前市職員。2019年1月1日付で一般社団法人日本野球機構に入局。2025年1月付でサムティ硬式野球部ピッチングコーチに就任。

## 経歴
横須賀エラーズで、小学4年生から「4番・捕手」で出場し横須賀市の大会で優勝。武相中学校に入学。野球部の選抜にも合格。
武相高校時代に部員によるいじめに遭い、1年で中退して大楠高校へ再入学。70回大会2回戦では、2年生エースとして優勝候補の横浜高校と対戦。主砲の鈴木尚典に本塁打を打たれる。高校3年時は年齢制限のためWIEN BASEBALL CLUBでプレーし、その後NTT東京に所属、都市対抗野球では補強選手を含めて2年連続出場すると1992年のドラフト会議で日本ハム・ファイターズから3位指名を受けて入団。
1993年、開幕5戦目に先発投手として抜擢されたが大乱調で一軍ではその試合だけで終わる。翌1994年以降も先発・中継ぎで一軍で登板するが目立った成績は挙げられなかった。1996年に開幕から好投し前半戦だけで10勝を挙げオールスターゲームに出場した。しかし後半戦、わずか1勝しか挙げられずこの年は11勝で終わった。1997年は絶不調で僅か1勝に終わるが1998年には登録名を「今関 勝一」と変更。5月後半からの一軍登板だったが9勝を挙げ持ち直した。翌1999年以降は不調で2000年に一軍未登板に終わると日本ハムを解雇され、アメリカ独立リーグ、ブリッジポート・ブルーフィッシュに入団した（2003年に退団）。武器はスライダー、カーブ、チェンジアップ。
その後、クラブチームWIEN'94に所属しながらスポーツジャーナリストを目指していた。2008年より東北楽天ゴールデンイーグルス・BASEBALL SCHOOLのジュニアヘッドコーチ補佐、翌年から同ヘッドコーチを2012年まで務めた。
2015年1月1日付で青森県弘前市の市職員として採用され、文化スポーツ振興課に主査として配属、プロ野球一軍公式戦誘致に向けたアドバイスのほか、小中高校生への野球指導を努める。2月9日、社会人野球チーム弘前アレッズの監督に就任し、2017年まで務めた。クラブ選手権東北大会優勝。全日本クラブ選手権出場。地域が元気総務大臣賞クラブチームとして初受賞。2019年1月1日付で一般社団法人日本野球機構 (NPB) に入局。2025年1月サムティ硬式野球部ピッチングコーチに就任。

## エピソード
現役時代からずんぐりとした体型で足が非常に遅かったため、一塁ゴロのベースカバーが遅く、今関が一塁に到達する前に打者走者が一塁を駆け抜けて内野安打になることが続いたため、その様が『プロ野球珍プレー・好プレー大賞』で取り上げられた。

## 詳細情報

### 年度別投手成績
| 年 度     | 球 団     | 登 板 | 先 発 | 完 投 | 完 封 | 無 四 球 | 勝 利 | 敗 戦 | セ 丨 ブ | ホ 丨 ル ド | 勝 率 | 打 者 | 投 球 回 | 被 安 打 | 被 本 塁 打 | 与 四 球 | 敬 遠 | 与 死 球 | 奪 三 振 | 暴 投 | ボ 丨 ク | 失 点 | 自 責 点 | 防 御 率 | W H I P |
| --------- | --------- | ----- | ----- | ----- | ----- | -------- | ----- | ----- | -------- | ----------- | ----- | ----- | -------- | -------- | ----------- | -------- | ----- | -------- | -------- | ----- | -------- | ----- | -------- | -------- | ------- |
| 1993      | 日本ハム  | 1     | 1     | 0     | 0     | 0        | 0     | 0     | 0        | --          | ----  | 9     | 1.1      | 0        | 0           | 5        | 0     | 0        | 2        | 0     | 0        | 1     | 1        | 6.75     | 3.75    |
| 1994      | 日本ハム  | 19    | 6     | 1     | 0     | 0        | 1     | 3     | 0        | --          | .250  | 268   | 62.1     | 50       | 10          | 34       | 0     | 1        | 65       | 3     | 0        | 36    | 33       | 4.76     | 1.35    |
| 1995      | 日本ハム  | 30    | 12    | 0     | 0     | 0        | 3     | 6     | 0        | --          | .333  | 419   | 95.1     | 89       | 11          | 45       | 0     | 8        | 87       | 7     | 0        | 52    | 48       | 4.53     | 1.41    |
| 1996      | 日本ハム  | 24    | 21    | 10    | 3     | 1        | 11    | 9     | 0        | --          | .550  | 644   | 159.1    | 123      | 23          | 49       | 3     | 6        | 122      | 3     | 0        | 60    | 57       | 3.22     | 1.08    |
| 1997      | 日本ハム  | 13    | 10    | 0     | 0     | 0        | 1     | 4     | 0        | --          | .200  | 199   | 38.1     | 46       | 7           | 37       | 0     | 6        | 27       | 2     | 0        | 40    | 37       | 8.69     | 2.17    |
| 1998      | 日本ハム  | 21    | 18    | 3     | 2     | 1        | 9     | 6     | 0        | --          | .600  | 478   | 110.2    | 113      | 12          | 40       | 0     | 4        | 64       | 0     | 2        | 54    | 46       | 3.74     | 1.38    |
| 1999      | 日本ハム  | 6     | 4     | 0     | 0     | 0        | 1     | 2     | 0        | --          | .333  | 89    | 19.0     | 24       | 3           | 10       | 0     | 0        | 9        | 2     | 0        | 17    | 15       | 7.11     | 1.79    |
| 通算：7年 | 通算：7年 | 114   | 72    | 14    | 5     | 2        | 26    | 30    | 0        | --          | .464  | 2106  | 486.1    | 445      | 66          | 220      | 3     | 25       | 376      | 17    | 2        | 260   | 237      | 4.39     | 1.37    |

- 各年度の太字はリーグ最高

### 記録
NPB初記録
- 初登板・初先発登板：1993年4月15日、対福岡ダイエーホークス3回戦（東京ドーム）、1回1/3を1失点
- 初奪三振：同上、1回表に湯上谷宏から
- 初勝利・初先発勝利・初完投勝利：1994年4月17日、対近鉄バファローズ3回戦（藤井寺球場）、9回1失点
- 初完封勝利：1996年4月19日、対オリックス・ブルーウェーブ2回戦（東京ドーム）

NPBその他の記録
- オールスターゲーム出場：1回（1996年）

### 背番号
- 35（1993年 - 2000年）

### 登録名
- 今関 勝（いまぜき まさる、1993年 - 1997年）
- 今関 勝一（いまぜき まさる、1998年 - 2000年）